# 冠朝镇
冠朝镇是中华人民共和国江西省吉安市泰和县下辖的一个镇。

## 沿革
现冠朝镇辖境在1950年时属冠朝乡、大冈等乡，1958年合并为冠朝公社。1984年撤消人民公社，改设冠朝乡。1999年9月7日改设冠朝镇。

## 行政区划
冠朝镇现辖1个居委会和14个村委会，镇政府驻文塘村。具体下辖地区如下：
冠朝镇社区、冠朝村、墩陂村、东华村、东村、社下村、罗溪村、东岭村、宏岗村、坎头村、村岭村、下坑村、儒社村、大冈村和文塘村。

## 交通
- 京九铁路：冠朝站